# Міжнародний день гір

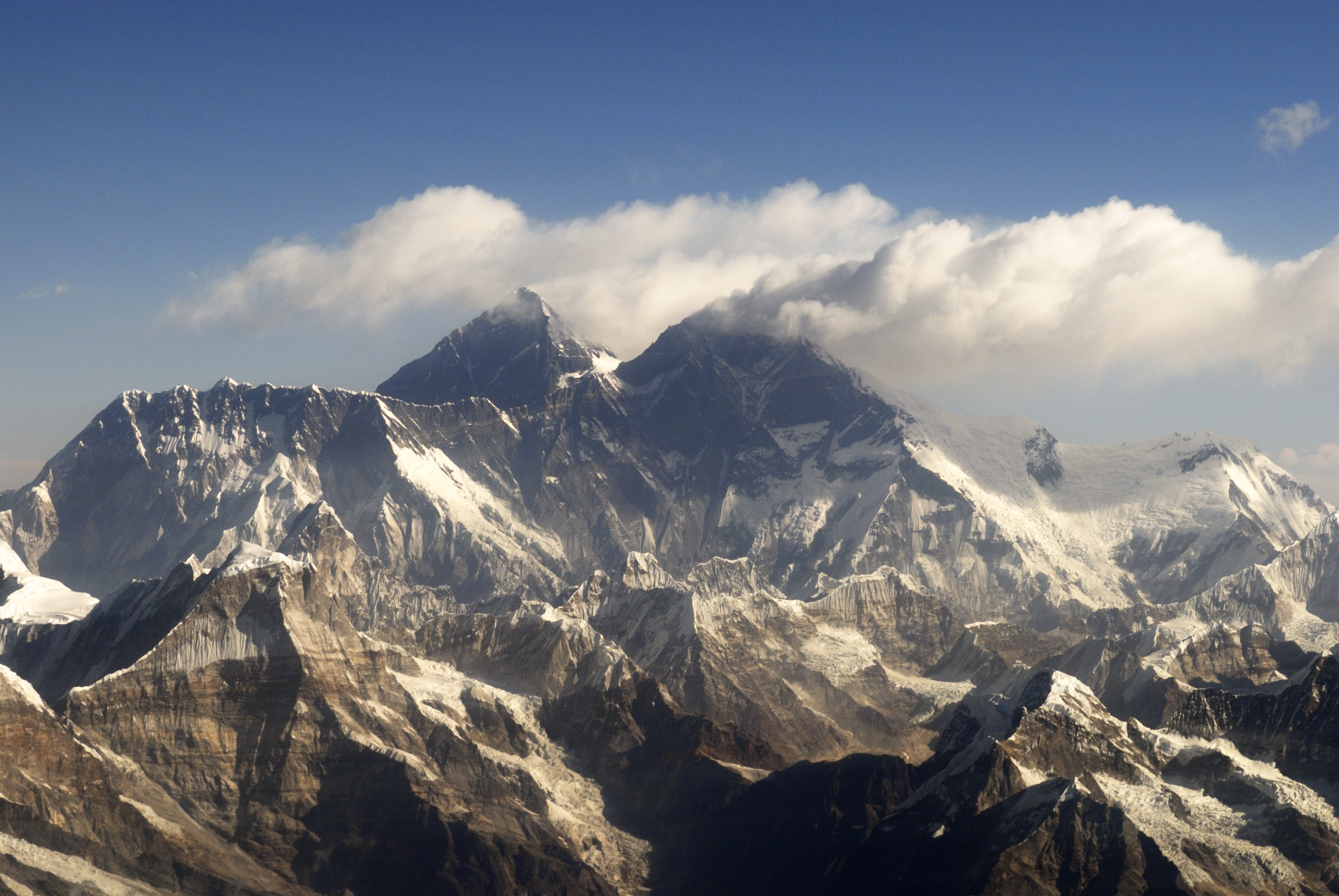

Міжнаро́дний день гір (англ. International Mountain Day) — міжнародне свято, встановлене Генеральною Асамблеєю ООН. Відзначається щороку 11 грудня, починаючи з 2003 року.

## Історія свята
У США день гір бере свій початок щонайменше з 1838 року, коли студенти коледжу Маунт Холіок вирушили на гору Холіок. Коледж Сміта оголосив про свій День гір у 1877 році. Коледж Джуніата заснував День гір у 1896 році, а студенти Коледжу Вільямса піднімаються на гору Грейлок, найвищу гору штату Массачусетс, щоб відсвяткувати День гір ще з 1800-х років. День гір у Коледжі Колбі-Сойєр започаткували у 1850-х роках, хоча перша згадка про нього у студентській газеті з'явилася лише у червні 1893 року. Коледж Ельміра запровадив День гір у 1918 році.
Свято було проголошено 20 грудня 2002 року на 57-ій сесії Генеральної Асамблеї ООН, коли підводилися підсумки проголошеного ООН Міжнародного року гір.
У резолюції Генеральної Асамблеї запропоновано світовій спільноті організовувати цього дня заходи, які пропагують значення стабільного розвитку гірських регіонів.